# Батињи
Батињи (фр. Battigny) насеље је и општина у североисточној Француској у региону Лорена, у департману Мерт и Мозел која припада префектури Тул.
По подацима из 2011. године у општини је живело 113 становника, а густина насељености је износила 17,63 становника/km². Општина се простире на површини од 6,41 km². Налази се на средњој надморској висини од 346 метара (максималној 469 m, а минималној 296 m).

## Демографија
| 1962. | 1968. | 1975. | 1982. | 1990. | 1999. | 2011. |
| ----- | ----- | ----- | ----- | ----- | ----- | ----- |
| 82    | 97    | 94    | 104   | 94    | 91    | 113   |

График промене броја становника у току последњих година